# Мацеста (пристань)
Маце́ста — пристань на Чёрном море в микрорайоне Мацеста, Хостинский район города Сочи, Краснодарский край, Россия.

## История
Пристань «Мацеста» — одна из нескольких пунктов внутригородского Морского пассажирского транспорта Сочи, функционировавшего в Сочи в советское время. Сеть местных линий связывала пристань с пристанями в других районах города, в том числе Морскими вокзалами в Сочи и Адлере, как регулярными, так и прогулочными рейсами.
Здание морского вокзала (портопункта) и пирс в Мацесте построен в 1936 (раньше, чем Сочинский морской вокзал) в стиле неоклассицизма по проекту архитектора Воропаева. Первоначально в здании размещались билетные кассы и зал ожидания. Позже яхт-клуб, кафе и дискотека. По состоянию на 2012 год, строится новый причал.
4 января 2015 года состоялось торжественное открытие морского вокзала после реконструкции.